# Clara Jacobo
Clara Jacobo (vers 1898 - 23 juin 1966, Naples) est une chanteuse d'opéra américaine d'origine italienne. 

## Biographie
Elle est la fille d'un très modeste épicier italien de Lawrence dans le Massachusetts. En 1914, elle sentit s'éveiller en elle une vocation irrésistible en entendant chanter Luisa Tetrazzini, à Boston. Elle occupait alors un humble emploi dans une filature et déplorait de ne pouvoir consacrer tout son temps à étudier l'art lyrique. Peu après, grâce à l'aide de sa famille et de quelques amis, elle réunit de quoi aller en Italie pour s'initier là bas au bel canto.  Elle a commencé sa carrière vers 1923, sur les scènes de provinces italiennes. 
Elle chante Aida à New York au Century Theatre (en), le 16 septembre 1926.
En 1928, elle s'est produite au Metropolitan Opera de New York,. Elle y débute en interprétant le rôle de Léonore dans Le Trouvère de Verdi et y a chanté au cours des saisons 1928-29, 1930-31, 1933-34 et 1936-37 le répertoire dramatique.
En 1930 et 1932, Jacobo a donné une représentation avec beaucoup de succès à La Scala dans Turandot.
En 1932 et 1933, Jacobo a chanté Aida à l'Opéra de Monte-Carlo,, le rôle d'Amelia dans un ballo in maschera de Verdi et le rôle titre dans Lucrezia Borgia de Donizetti. En 1933, elle a chanté La Tosca au casino de Vichy.
Au début des années trente, elle a été la grande prima donna de l'opéra italien aux Pays-Bas. Le public hollandais l'a admirée, entre autres choses dans le rôle de Leonora de La forza del destino, dans le rôle de Leonora dans Il trovatore, dans  Tosca, dans le rôle titre dans La Gioconda, et comme Santuzza dans Cavalleria rusticana.
En 1933, elle s'est produite à l'Opéra d'État de Vienne.
En 1938, elle chante Lady Macbeth dans Macbeth de Verdi à La Scala, en 1938 aussi, Abigail dans Nabucco au Festival dans les Arènes de Vérone. 
En 1940, elle est apparue au Maggio Musicale Fiorentino dans Turandot et en 1941 à l'Opéra de Wrocław en tant qu'invitée. En 1942 au Politeama Regina Margherita de Cagliari toujours dans Turandot.
Après avoir renoncé à sa carrière, elle a pris sa retraite pendant une cinquantaine d'années dans un monastère en Italie. 
Elle n'a pas fait des enregistrements.